# Relic Entertainment
Relic Entertainment est un studio de développement canadien de jeux vidéo cofondé en 1997 par Luke Moloney et Alex Garden, et situé à Vancouver. Le studio est spécialisé dans les jeux de stratégie en temps réel. Acquise par THQ en 2004, la compagnie est vendue à Sega pour un montant de 26 600 000 dollars le 22 janvier 2013 à la suite de la faillite de THQ.

## Jeux développés
- 1999 : Homeworld
- 2002 : Impossible Creatures
- 2003 : Homeworld 2
- 2004 : Warhammer 40,000: Dawn of War
- 2005 : Warhammer 40,000: Dawn of War - Winter Assault
- 2006 : The Outfit
- 2006 : Company of Heroes
- 2006 : Warhammer 40,000: Dawn of War - Dark Crusade
- 2007 : Company of Heroes: Opposing Fronts
- 2008 : Warhammer 40,000: Dawn of War - Soulstorm
- 2009 : Warhammer 40,000: Dawn of War II
- 2009 : Company of Heroes: Tales of Valor
- 2010 : Company of Heroes Online
- 2010 : Warhammer 40,000: Dawn of War II - Chaos Rising
- 2011 : Warhammer 40,000: Dawn of War II - Retribution
- 2011 : Warhammer 40,000: Space Marine
- 2013 : Company of Heroes 2
- 2017 : Warhammer 40,000: Dawn of War III
- 2021 : Age of Empires IV[2]
- 2023 : Company of Heroes 3[3]